# 大阪府道219号信太高石線
大阪府道219号信太高石線（おおさかふどう219ごう しのだたかいしせん）は、大阪府高石市を通る一般府道である。

## 概要
高石市取石6丁目から高石市千代田1丁目に至る。
高石市取石6丁目から高石市千代田1丁目に至る現道と、高石市取石2丁目から高石市高師浜1丁目に至る新道の2本がある。

### 路線データ
現道
- 起点：大阪府高石市取石6丁目（取石6丁目交差点、大阪府道30号大阪和泉泉南線交点）
- 終点：大阪府高石市千代田1丁目（高石交差点、大阪府道204号堺阪南線交点）

新道
- 起点：大阪府高石市取石2丁目（富木交差点、大阪府道30号大阪和泉泉南線交点）
- 終点：大阪府高石市高師浜1丁目（大阪府道204号堺阪南線交点）

## 地理

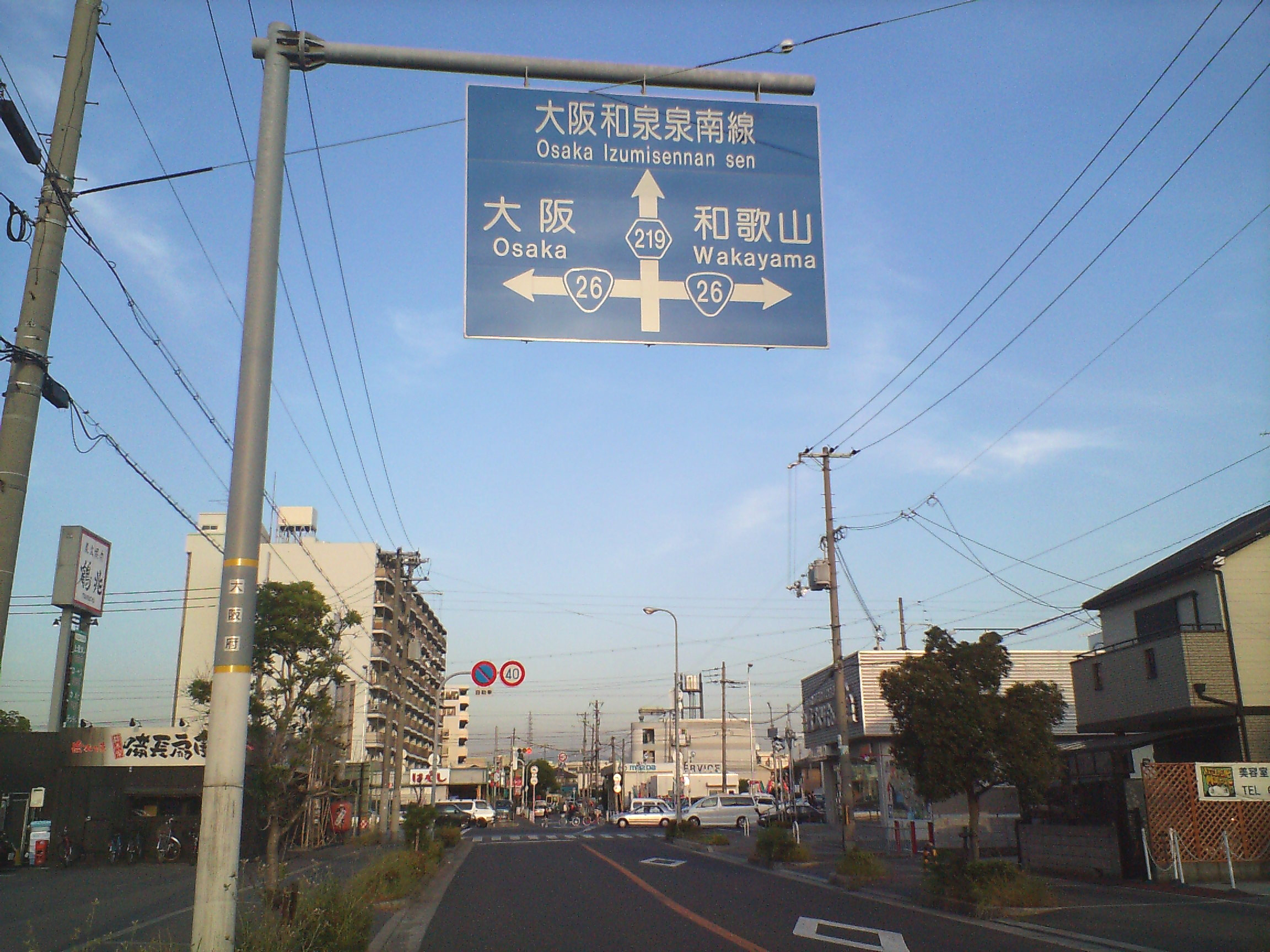
大阪府道219号信太高石線

### 通過する自治体
- 大阪府
  - 高石市

### 交差する道路
| 交差する道路               | 交差する場所 | 交差する場所                                                                                       |
| 現道                       | 現道         | 現道                                                                                               |
| -------------------------- | ------------ | -------------------------------------------------------------------------------------------------- |
| 大阪府道30号大阪和泉泉南線 | 取石6丁目    | 取石6丁目交差点 / 起点                                                                             |
| 国道26号                   | 西取石8丁目  | 西取石交差点                                                                                       |
| 大阪府道204号堺阪南線      | 千代田1丁目  | 高石交差点 / 終点                                                                                  |
| 新道                       |              | |
| 大阪府道30号大阪和泉泉南線 | 取石2丁目    | 富木交差点 / 新道起点【北緯34度31分11.2秒 東経135度27分23.1秒 / 北緯34.519778度 東経135.456417度】 |
| 国道26号                   | 西取石5丁目  | 西取石5丁目交差点                                                                                  |
| 大阪府道204号堺阪南線      | 高師浜1丁目  | 新道終点【北緯34度31分43.4秒 東経135度26分4.0秒 / 北緯34.528722度 東経135.434444度】               |

### 交差する鉄道
- 阪和線
- 南海本線

### 沿線
現道
- 高石加茂郵便局
- 池田泉州銀行 高石支店（旧：泉州店『■』）
- アプラたかいし
- 南海本線 高石駅
- 高石市立高石小学校

新道
- とろしプラザ
- 鴨公園
  - 高石市立総合体育館(カモンたかいし)
  - 鴨公園運動広場
- 高石市役所
- 高石市立加茂小学校
- 高石市立中央公民館
- 芦田川ふるさと広場